# Spectravideo SVI-838
El Spectravideo SVI-838 también conocido como XPRESS'16 es un ordenador compatible IBM PC fabricado por Spectravideo en 1985. En lugar de ser un clónico más, tiene el chip gráfico de los MSX-2, lo que le permite mediante la superimposición de los modos MSX-2 y CGA, usar aplicaciones estándar con el fondo de una pantalla MSX2, o usar modos MSX-2 desde un ejecutable MS-DOS. Además mediante el adaptador MSX puede usar cartuchos MSX-1 y MSX-2 y dos joystick MSX

## Detalles Técnicos
- CPU dispone de hasta dos microprocesadores :
  - Intel 8088 a 4 MHz en placa madre
  - Zilog Z80A a 3,579 MHz en el adaptador MSX
- ROM 16 KB, la BIOS normal de un PC
- RAM 256 KB ampliables a 640 KB
- VRAM El SVI 838 tiene dos Chip de gráficos, cada uno con su propia VRAM :
  - Motorola 6845 o compatible CGA con 16 KB de VRAM. Tiene un total de 3 modos gráficos y 2 modos texto : 
    - 320 x 200 en 4 colores (paletas CGA; texto en 40 x 25)
    - 640 x 200 en blanco y negro (texto en 80x25)
    - 160 x 100 en 16 colores, no soportado por la BIOS
    - Texto en 40 x 25
    - Texto en 80 x 25

- - Yamaha V9938 (compatible con el Texas Instruments TMS9918 de los MSX-1) con capacidad de sprites: un máximo de 256, con 8 por línea. 512 colores disponibles. Caracteres redefinibles por el usuario. De acuerdo con la nomenclatura MSX BASIC 2.0 tiene los siguientes modos:
    - SCREEN 0 : texto de 40 x 24 u 8O x 24 con 2 entre 512 colores
    - SCREEN 1 : texto de 32 x 24 con 16 entre 512 colores
    - SCREEN 2 : gráficos de 256 x 192 con 16 entre 512 colores
    - SCREEN 3 : gráficos de 64 x 48 con 16 entre 512 colores
    - SCREEN 4 : gráficos de 256 x 192 con 16 entre 512 colores
    - SCREEN 5 : gráficos de 256 x 212 con 16 entre 512 colores
    - SCREEN 6 : gráficos de 512 x 212 con 4 entre 512 colores
    - SCREEN 7 : gráficos de 512 x 212 con 16 entre 512 colores
    - SCREEN 8 : gráficos de 256 x 212 con 256 colores

- Sonido : Chip de sonido General Instrument AY-3-8910 con 3 canales de 8 octavas de sonido más uno de ruido blanco.
- Carcasa Caja Rectangular ( 408 x 300 x 120 mm la unidad central de plástico blanco, con una o dos unidades de floppy en el frontal. Bajo ella el conector de teclado. En el lateral derecho placa de conectores del slot ISA 8 bits. En la trasera, salidas de Joystick, Impresora, serie, monitor y sonido.

- Teclado 83 teclas en formato QWERTY. Teclado en formato IBM PC expandido con bloque alfanumérico, keypad numérico y 10 teclas de función en la fila superior sobre el primero.
- Soporte
  - Unidad de disquete de 5,25 pulgadas doble densidad
  - Cartucho ROM MSX
  - Disco duro

- Entrada/Salida :
  - 1 o 2 unidades de disquete en el frontal
  - Conector DIN 5 de teclado PC en el frontal
  - Toma DA-15 de Joystick PC estándar (hasta 2 Joystick)
  - Puerto paralelo compatible Centronics con conector DB-25
  - Puerto serie RS-232 con conector DE-9 (Mini-AT)
  - Conector RCA de Audio
  - Conector Monitor RGBI DA-15 analógico/digital. En él se conecta el modulador externo de RF UHF PAL
  - 1 Port de cartucho MSX con el adaptador.
  - 2 Port de joystick MSX con el adaptador.
  - 1 Slot interno ISA XT (placa de conectores en el lateral derecho)

- Sistema operativo MS-DOS 2.11 con GW-BASIC 3.2 o Enharced GW-BASIC

## Varios
Spectravideo, siempre tratando de adelantarse al resto, en lugar de lanzar su MSX-2, ante la popularidad de los PC, trata de combinar lo mejor de ambos mundos. Antes de su aparición, son numerosos los rumores sobre un híbrido MSX2/PC con capacidad de ejecutar programas de ambos sistemas (lo mismo pasa con el Sinclair PC 200 : los rumores sobre un PC compatible Spectrum inundan las revistas). La realidad es que el equipo es muy similar a los Tandy 1000 PC (modos de colores extendidos y sonido, no solo pitidos de altavoz), pero bastante superior: toda la paleta de colores y modos de los MSX2, su procesador de sonido, y mediante un adaptador, la posibilidad de ejecutar todos los cartuchos MSX-1 y MSX-2.
Se le desarrolla una versión propia de GW-BASIC, el Enharced GW-BASIC, muy similar al MSX2 BASIC, que aprovecha todos los modos MSX2 y el procesador de sonido.
Telarium, que realiza numerosos desarrollos tanto para PC como para MSX2, adapta varios para la máquina de SVI. Pero la falta de soft adaptado acaba por dejarlo de lado, junto con una pobre distribución.
En España se ve principalmente en Hipermercados Pryca, y apenas es cubierto por las prensas especializadas, ni de PC ni de MSX.

## Ampliaciones
- SVI-811 : MSX Game adapter (para utilizar cartuchos MSX)
- SVI-812 : Tarjeta Multifunción (384KB RAM, RS-232C, Reloj con batería)
- SVI-813 : Ventilador extra
- SVI-814P : TV Adapater (para usar una TV o monitor de video compuesto PAL)
- SVI-109P : Quickshot IX, joyball (IBM compatible)
- SVI-??? : Quickshot X, joystick (IBM compatible)
- SVI-815 : Cable Monitor, DB-15 a Euroconector
- SVI-816 : Cable Monitor, DB-15 a DIN 8-pines para conectar un monitor RGB digital/analógico
- Segunda unidad de disco
- Disco duro MFM 20 Mb
- Tarjetas PC 8 bits (1 slot)

## Atribución
- Este artículo se basa inicialmente en una página de El Museo de los 8 Bits